# Drehbuchpreis der Stadt Salzburg
Der Drehbuchpreis der Stadt Salzburg ist ein Drehbuchpreis der Stadt Salzburg.

## Geschichte
Der Preis für Kurz- und Langfilme wird seit 1994 von der Stadt Salzburg vergeben und wurde als Starthilfe für angehende Nachwuchskünstler gegründet. Seit 1997 erfolgt die Preisvergabe zweistufig. Für den Einstieg werden Treatments verlangt. Nach der Auswahl der Jury erfolgt eine Einladung zur Weiterentwicklung des Drehbuches. Ab 2000 erfolgt eine weitere Auswahl durch die Londoner Drehbuchagentur Euroscript, wo alle Teilnehmer eine Analyse und Bewertung ihrer Einreichungen erhielten. Mit 2013 wurde ein Drehbuchentwicklungspreis der Stadt Salzburg für Kinospielfilme ab 60 Minuten ausgeschrieben.

## Drehbuchpreis
- 1994 Martin Ambrosch, Wien, 1994 für „Heile Welt“ (L)
- 1994 Florian Flicker, Wien, für „Heile Welt“ (L)
- 1994 Wolfgang Haberl, Salzburg, für „Süße Schmerzen“ (K)
- 1994 Christian Hollaus, Hallwang, für „Walserberg“ (K)
- 1994 Marc G. Holzmann, Salzburg, für „Last minute“ (K, produziert 1998)
- 1994 Gabriele Neudecker, Köstendorf, für „Da glesane Beag“ (L)
- 1995 Michaela Papst, Salzburg, für „Der Stunden langer Weg“ (K)
- 1995 Axel Traun, Wien, für „Sticky Rice“ (L)
- 1996 Florian Flicker, Wien, für „Geld würd ich gerne haben“, (L, produziert 2000 als "Der Überfall").
- 1996 Gerlinde Gassner, Hallwang, für „Das Zitronenbäumchen“ (K)
- 1996 Reinhard Maier, Wien, für „Königin der Nacht“ (L)
- 1997 Virgil Widrich, Wien, für „Heller als der Mond“ (L, produziert 1999)
- 1998 Walter Anichhofer, Salzburg, für „42,2“ (L)
- 1998 Petra Hinterberger, Salzburg, für „Die letzte Haltestelle“ (K)
- 1998 Robert Hruschka, Wiener Neudorf, für „Spurensuche“ (L)
- 1998 Gunther Maria Stark, Salzburg, für „Die letzte Haltestelle“ (K)
- 1999 Walter Anichhofer, Salzburg, für „Willibald der Vampyr“ (L)
- 1999 Anton Preinsack, Gloggnitz, für „Das verlorene Kind“ (K, produziert 2002)
- 2000 Gabriele Neudecker, Köstendorf, für „Accidia“ (K, produziert 2000/2001 als „Freaky“)
- 2000 Claudia Obendorfer, Wien, für „Ottos Traum“ (L)[3]
- 2001 Fritz Egger, Salzburg, für „In den Schuhen des Bauern“ (L)
- 2001 Christian Hollaus, Hallwang, für „Krampustage“ (L)
- 2001 Reinhard Maier, Wien, für „Raimunds Roter Renner“ (K)
- 2002 Daniela Ellmauer, Salzburg, für „Jenseits“ (L)
- 2002 Sabine Pleyel, Wien, für „Startlinie"“
- 2003 Katarina Bali, Wien, für „Sisu“ (L)
- 2003 Johann Gruber, für „Virtuosen“ (K)
- 2004 Walter Anichhofer, Salzburg, für  „Ciao, Alberto!“ (L)
- 2004 Caroline Neudecker, Köstendorf, für „Love U Austria“ (L)
- 2004 Veresa Radosawljewitsch, Wien, für „Love U Austria“ (L)
- 2006 Daniela Ellmauer, Salzburg, für „Die Flucht“ (L)
- 2006 Markus Weisheitinger-Herrmann, Salzburg, für „Paulas Goldfisch“ (K), produziert 2007)
- 2008 Katarina Bali, Wien, für „Mein Nordpol“ (L)
- 2010 Sebastian Prittwitz, für „Minor-Major“ (L)

## Drehbuchentwicklungspreis
| Jahr | 1. Preis                                 | 2. Preis                    | 3. Preis                                                   |
| ---- | ---------------------------------------- | --------------------------- | ---------------------------------------------------------- |
| 2013 | Ingrid Kaltenegger für Wilde Kaiser      | Thomas Nash für Wolkenbruch | Martin Hasenöhrl für Freier als Paul Preuss                |
| 2015 | Irmgard Fuchs für Verwaldung             | David Groß für Der Sohn     | Adrian Goiginger für Heimatblut                            |
| 2021 | Florinda Frisardi für Intimate Strangers | David Gross für Fake Priest | Paul Porenta für Das Unheil, das mein Leben verpfuscht hat |
| 2024 | Mareike Färber für Bad Bunny             |                             |                                                            |